# Ман (Верхняя Гаронна)
Ман (фр. Mane, окс. Mana) — коммуна во Франции, находится в регионе Юг — Пиренеи. Департамент — Верхняя Гаронна. Входит в состав кантона Сали-дю-Салат. Округ коммуны — Сен-Годенс.
Код INSEE коммуны — 31315.

## География
Коммуна расположена приблизительно в 650 км к югу от Парижа, в 75 км к юго-западу от Тулузы.
По территории коммуны протекают реки Сала и Арба.

## Климат
Климат умеренно-океанический. Зима мягкая и снежная, весна характеризуется сильными дождями и грозами, лето сухое и жаркое, осень солнечная. Преобладают сильные юго-восточные и северо-западные ветры.

## Население
Население коммуны на 2010 год составляло 988 человек.
| 1962 | 1968 | 1975 | 1982 | 1990 | 1999 | 2010 |
| ---- | ---- | ---- | ---- | ---- | ---- | ---- |
| 878  | 905  | 1019 | 1093 | 1054 | 1025 | 988  |

## Экономика
В 2010 году среди 553 человек трудоспособного возраста (15—64 лет) 393 были экономически активными, 160 — неактивными (показатель активности — 71,1 %, в 1999 году было 66,1 %). Из 393 активных жителей работали 341 человек (190 мужчин и 151 женщина), безработных было 52 (22 мужчины и 30 женщин). Среди 160 неактивных 30 человек были учениками или студентами, 70 — пенсионерами, 60 были неактивными по другим причинам.

## Достопримечательности
- Церковь Св. Варфоломея
- Древнеримские термы

## Фотогалерея

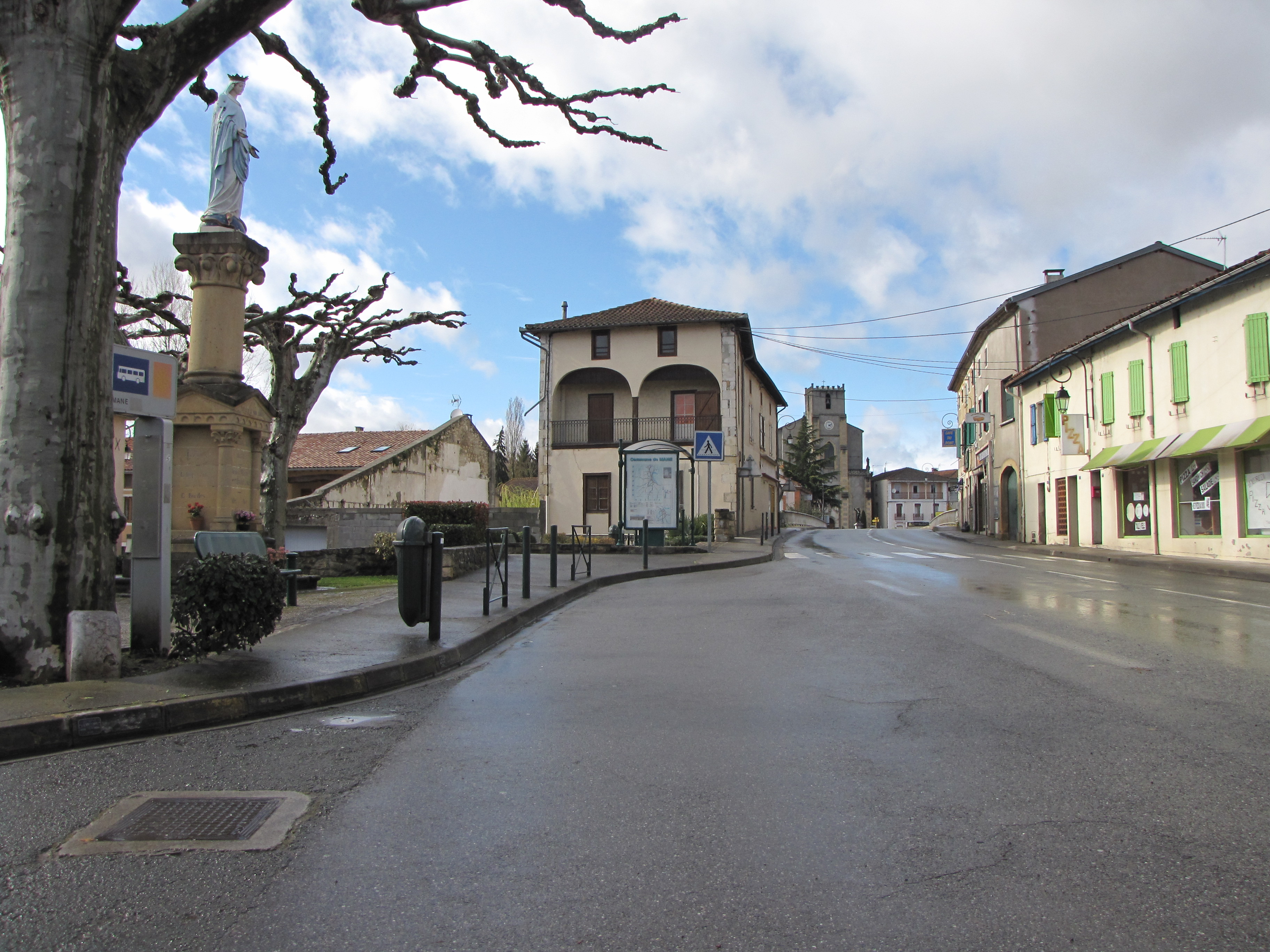
Ман
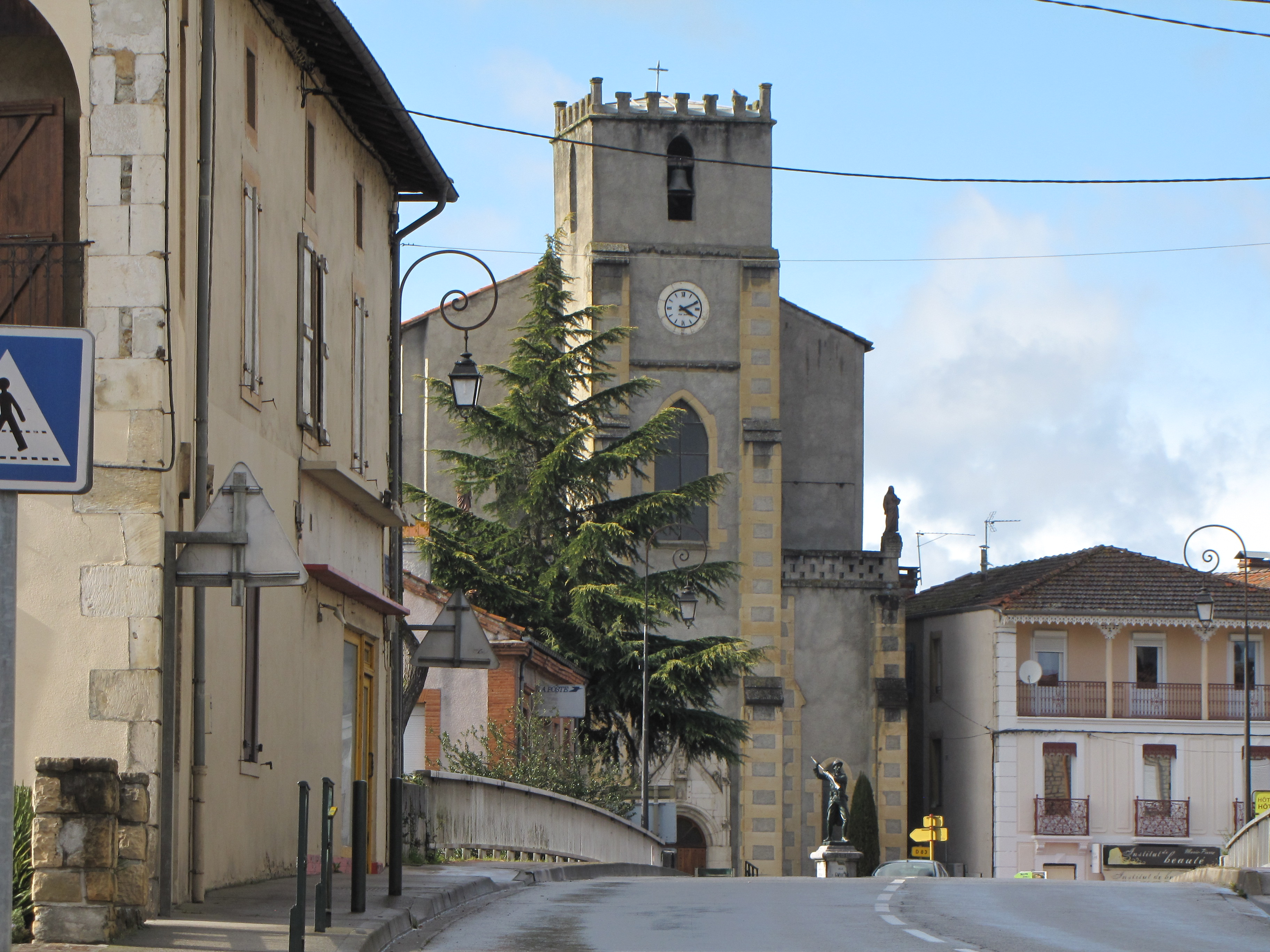
Церковь Св. Варфоломея
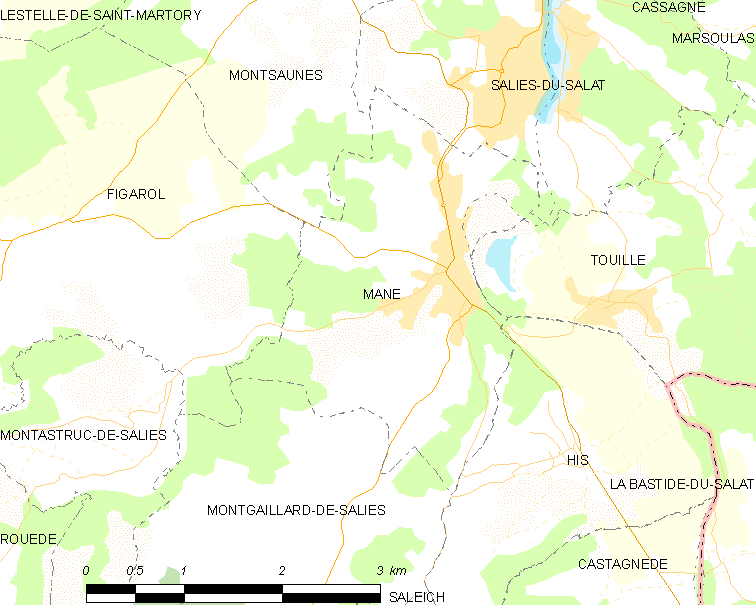
Карта коммуны